# Иловец (озеро)
Иловец — озеро на северо-востоке Тверской области России. Расположено на территории Удомельского и Лесного районов. Принадлежит к бассейну Волги.
Находится на высоте 167,8 метров над уровнем моря. Длина озера 3 км; ширина максимальная — 2,6 км, средняя — 1,75 км. Площадь водной поверхности — 5,24 км². Средняя глубина составляет 6,32 м. В западную часть озера впадают ручьи Иловский и Савинский, из восточной вытекает река Иловец. Площадь водосбора — 78 км². Происхождение озера моренно-подпрудное. Берега низменные, заболоченные, на востоке — крутые, суходольные, покрыты мелколиственными лесами и кустарниками. На восточном берегу расположена деревня Овсянниково. Рекреационная освоенность озера слабая.

## Данные водного реестра
По данным государственного водного реестра России относится к Верхневолжскому бассейновому округу, водохозяйственный участок реки — Молога от истока и до устья, речной подбассейн реки — Реки бассейна Рыбинского водохранилища. Речной бассейн реки — (Верхняя) Волга до Куйбышевского водохранилища (без бассейна Оки).
Код объекта в государственном водном реестре — 08010200111110000001456.